# Routine
Routine — відеогра в жанрі survival horror, яка розробляється Lunar Software і буде видана Raw Fury. Сюжет розгортається на місячній базі й оповідає про безіменного протагоніста, який має розкрити таємницю загадкового інциденту, що призвів до занепаду бази. Гравець керує персонажем від першої особи та використовує багатофункціональний пристрій, щоб захищатися від ворожих роботів і взаємодіяти з елементами оточення.
Гра була анонсована в 2012 році як дебютний проєкт Lunar Software, що складається з трьох постійних розробників. Її випуск, спочатку запланований на весну 2013 року, неодноразово відкладався через тривалий процес виробництва, фінансові труднощі та невдоволення студії кінцевим продуктом, що призвело до тимчасового призупинення розробки. У 2022 році гру було перезапущено з новим видавцем Raw Fury. Студія використовує ігровий рушій Unreal Engine 5 для створення проєкту і залучила композитора Міка Гордона до написання саундтреку. Routine буде випущена для Windows, Xbox One та Xbox Series X/S.

## Ігровий процес

Багатофункціональний пристрій є основним гаджетом в Routine, який використовується для бою з ворогами та взаємодії з оточенням

Routine є відеогрою в жанрі survival horror, що має перспективу від першої особи. Гравець керує безіменним персонажем на місячній базі, який має розкрити таємницю загадкового інциденту, що призвів до занепаду бази. Під час проходження гравець стикається з ворожими роботами, що керуються штучним інтелектом.
У розпорядженні гравця є багатофункціональний пристрій, який слугує як зброєю, так і інструментом для навігації. Крім того, пристрій використовується для взаємодії з оточенням, як-от відчинення дверей, збереження нотаток і відстеження прогресу. Досліджуючи рівні, які також мають приховані зони, гравець знаходить батарейки для живлення пристрою і дискети, що впливають на його характеристики: потужність, частоту кадрів, нічне бачення і яскравість ліхтарика. У режимі зброї зі статичним прицілом пристрій може оглушити або знищити ворога залежно від зони ураження. Проте, через брак аптечок і механіку перманентної смерті, ігровий процес акцентує на стелсі та уникненні прямого зіткнення.
Візуальна система поранень дає змогу гравцеві бачити тіло персонажа і стежити за його здоров'ям. Загрози й оточення на рівнях частково генеруються процедурно, через що гра має кілька закінчень.

## Розробка й випуск
У 2008 році провідний дизайнер і художник Аарон Фостер закінчив університет Центрального Ланкашира зі ступенем бакалавра в галузі ігрового дизайну. Під час навчання він познайомився з дизайнеркою і художницею Джеммою Г'юз. Пізніше Фостер викладав в університеті 3D-моделювання і творче мислення. З 2008 по 2010 рік він працював художником 3D-оточення в компанії Eurocom. Протягом багатьох років Фостер створював невеликі ігрові проєкти та моди. У вільний від викладання час він розробляв різні прототипи та ідеї в Unreal Engine, деякі з яких стати підґрунтям для Routine. За словами Фостера, на створення гри його надихнула ідея об'єднати захоплення дитинства: наукову фантастику, жахи та Місяць. Крім того, він прагнув «розширити причини, через які люди взаємодіють із грою. Гра має означати більше, ніж натискання потрібних кнопок для запуску катсцен». На Routine вплинули такі фільми, як «Космічна одіссея 2001 року» (1968), «Штам „Андромеда“» (1971), «Мовчазна втеча» (1972), «Чужий» (1979) і «Щось» (1982), телесеріал «Космос: 1999» (1975—1977), а також відеоігри System Shock 2 (1999), White Day: A Labyrinth Named School (2001) і Doom 3 (2004).
На ранніх стадіях розробки Routine являла собою «спрощену» версію без ворогів і можливості взаємодії з об'єктами, яку Фостер описав як атмосферну однокористувацьку гру на кшталт Dear Esther (2012). Проєкт почав набувати рис після приєднання Г'юз і програміста Піта Дісслера, з яким Фостер познайомився на сайті Mod DB. У вересні 2011 року вони заснували студію Lunar Software та орендували квартиру в Престоні, використовуючи її вітальню як офіс. Для допомоги в розробці художніх аспектів до проєкту залучили фрилансерів. Тривалий час фінансування здійснювалося коштом особистих заощаджень команди. У процесі роботи студія неодноразово змінювала ігровий дизайн. У червні 2022 року, після повторного анонсу гри, Lunar Software повідомила, що раніше була змушена призупинити розробку через незадоволеність результатом і фінансові труднощі. Після періоду переосмислення концепції та укладення угоди з видавцем Raw Fury студія відновила роботу над проєктом, отримавши додаткову підтримку в опрацюванні художніх аспектів і сценарію.

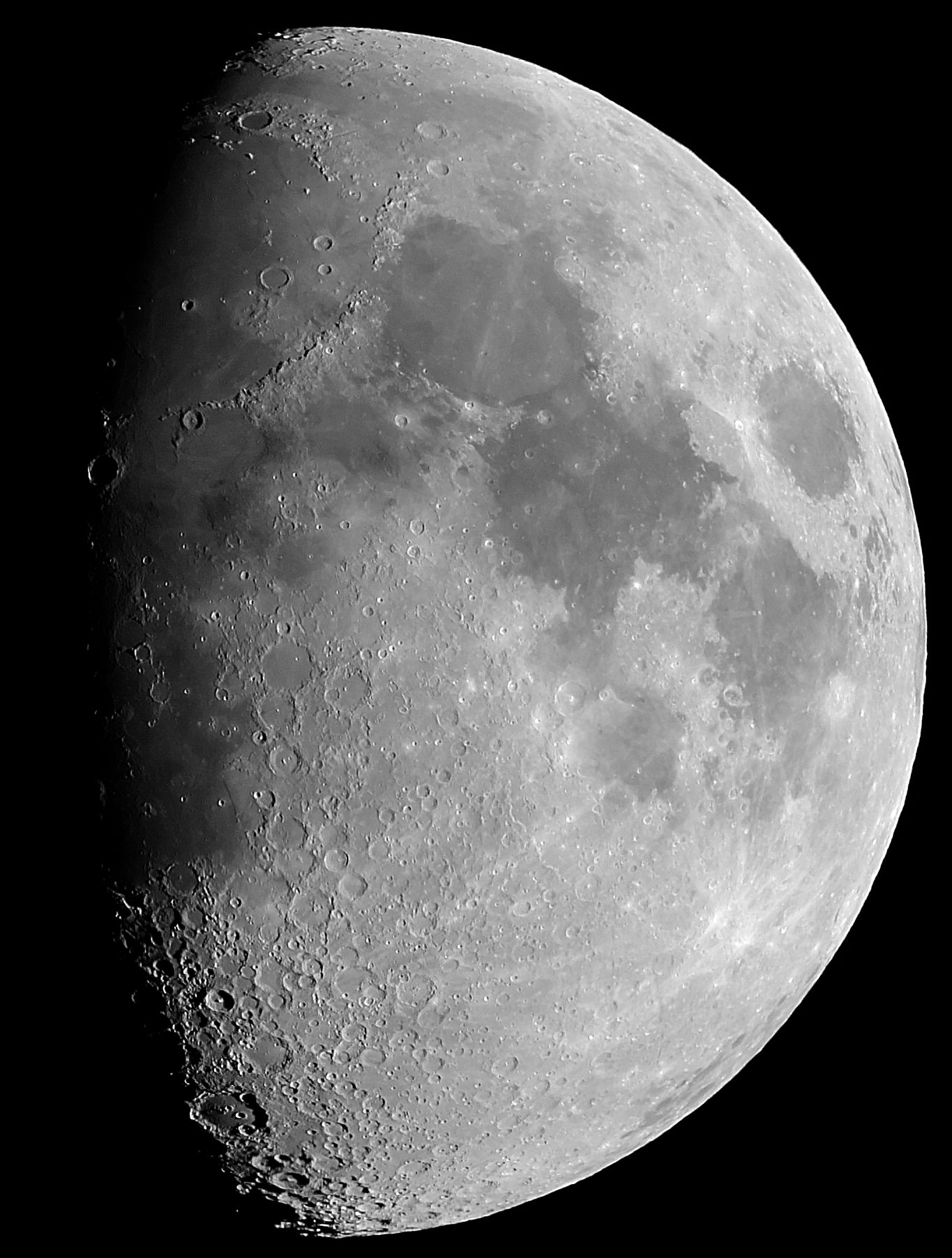
Студія вважала Місяць «відмінним сетингом» для Routine через його віддаленість від Землі й атмосферу самотності

Обрання місячної бази основним сетингом Routine було зумовлене як захопленістю Фостера супутником, так і його віддаленістю від Землі, атмосферою самотності та присутністю ворогів у самій грі. Розробники вважали, що ці аспекти роблять Місяць «відмінним сетингом для переживання жахів». У процесі розробки розмір бази було зменшено вдвічі, оскільки студія прагнула до унікальності та лаконічності кожного рівня. Кількість закінчень також скоротилася до двох, що вплинуло на загальну нелінійність, яка передбачалася спочатку. Розробники відмовилися від опрацювання особистості та передісторії протагоніста, бажаючи посилити ефект імерсивності й сфокусувати увагу гравця на атмосфері та сюжеті.
Механіка перманентної смерті була додана для підвищення вагомості кожної дії гравця. Фостер зазначив: «Мені цікаво побачити, чи [...] змусить [механіка] людей більше піклуватися про свої дії, а не бігати наосліп, думаючи, що вони можуть просто перезавантажити гру». Перманентна смерть, як і перспектива від першої особи та брак HUD, були зумовлені бажанням розробників максимізувати імерсивність. Студія використала процедурну генерацію для рандомізації оточення і подій при повторних проходженнях. Водночас команда прагнула уникати надмірної рандомізації, щоб зберегти цілісність сюжетної лінії. Одним із головних завдань, за словами Фостера, став пошук балансу між різноманітністю і створенням напруженої атмосфери в певні моменти. Дісслер розробив штучний інтелект ворогів таким способом, щоб той адаптувався до дій гравця і реагував на них непередбачувано, створюючи в гравця «страх перед невідомим». Багатофункціональний пристрій, який є основним гаджетом протагоніста, був розроблений ще на ранніх етапах, а пізніше до нього було додано режим зброї, щоб надати гравцеві вибір між стелсом і прямих зіткненнях із ворогами. Фостер описав цей режим як поєднання «ризику і винагороди», адже його використання не завжди гарантувало позитивний результат.
Lunar Software почала розробку Routine на рушії Unreal Engine 3, але пізніше перейшла на Unreal Engine 4 (UE4). Пітер Боттомлі, засновник і голова студії White Paper Games, підтримав розробників і надав їм потужніші комп'ютери для роботи з UE4. Згодом студія вирішила перейти на Unreal Engine 5. Спочатку Lunar Software розглядала можливість портування гри на PlayStation 4 і створення версії для Oculus Rift, але зрештою відмовилася від цих планів. Візуальний стиль Routine ґрунтується на ретрофутуристичній естетиці 1980-х років. Студія прагнула до створення реалістичного дизайну покинутої місячної бази. Фостер описав її як «дуже високотехнологічне [і] науково-фантастичне» середовище, яке було заселене людьми протягом кількох десятиліть і занепало. Музику для гри написав Мік Гордон, відомий за роботою над Wolfenstein: The New Order (2014) і Doom (2016). Як референси Фостер запропонував Гордону зразки музики 1980-х років. Водночас Гордон прагнув уникнути кліше у використанні синтезаторів, характерних для таких саундтреків, як Far Cry 3: Blood Dragon (2013). Одним із джерел натхнення для звукового дизайну став фільм «Сяйво» (1980). Водночас розробники прагнули до більш «відчутного та лоуфайного» звучання.
Routine було анонсовано в серпні 2012 року на виставці Gamescom, де відбувся показ тизер-трейлера. Того ж року проєкт здобув схвалення на публікацію в сервісі Steam від його спільноти через програму Greenlight. Спочатку випуск Routine для Windows і Mac планувався навесні 2013 року, проте згодом дата випуску неодноразово змінювалася. У червні 2013 року студія представила трейлер альфа-версії ігрового процесу, а в жовтні 2016 року — черговий тизер-трейлер. У 2017 році Lunar Software призупинила публікацію новин про розробку, але наступного року підтвердила, що робота над проєктом триває, попри деякі труднощі. У червні 2022 року на заході Summer Game Fest відбувся повторний анонс Routine, у межах якого було показано новий тизер-трейлер і підтверджено випуск гри для Windows, Xbox One та Xbox Series X/S. Також було оголошено про випуск гри в сервісі за підпискою Xbox Game Pass.